# Барану (Долж)
Барану (рум. Băranu) насеље је у Румунији у округу Долж у општини Арђетоаја. Oпштина се налази на надморској висини од 156 m.

## Становништво
Према подацима из 2002. године у насељу је живело 129 становника, од којих су сви румунске националности.